# Arquidiócesis de Hangzhou
La arquidiócesis de Hangzhou o de Hangchow (en latín: Archidioecesis Hamceuvensis y en chino: 天主教杭州总教区) es una circunscripción eclesiástica de la Iglesia católica en China. Se trata de una arquidiócesis latina, sede metropolitana de la provincia eclesiástica de Hangzhou. Desde el 12 de junio de 2024 su arzobispo es Joseph Yang Yong-qiang, aunque para el Anuario Pontificio está vacante desde el 2 de abril de 1956. La Asociación Patriótica Católica China redujo y renombró a la arquidiócesis a diócesis de Hangzhou en fecha no precisada, sin asentimiento de la Santa Sede.

## Territorio y organización

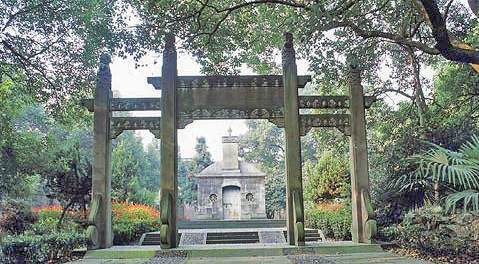
Tumba del jesuita Martino Martini, fallecido en Hangzhou en 1661 y constructor de la catedral

La arquidiócesis tiene 34 000 km² y extiende su jurisdicción sobre los fieles católicos de rito latino residentes en parte de la provincia de Zhejiang.
La sede de la arquidiócesis se encuentra en la ciudad de Hangzhou, en donde se halla la Catedral de la Inmaculada Concepción. La diócesis patriótica de Hangzhou administrada junto con la diócesis patriótica de Wenzhou (diócesis de Yongjia renombrada) a la diócesis de Lishui, desde año desconocido.
La arquidiócesis tiene como sufragáneas a las diócesis de: Lishui, Ningbo, Taizhou y Yongjia.
En 1950 en la arquidiócesis existían 32 parroquias.

## Historia
El vicariato apostólico de Chekiang Occidental fue erigido el 10 de mayo de 1910 con la breve Quae christiano nomini del papa Pío X, obteniendo el territorio del vicariato apostólico del Chekiang (hoy diócesis de Ningbo).
El 3 de diciembre de 1924 asumió el nombre de vicariato apostólico de Hangchow en virtud del decreto Vicarii et Praefecti de la Congregación de Propaganda Fide.
El 11 de abril de 1946 el vicariato apostólico fue elevado al rango de arquidiócesis metropolitana con la bula Quotidie Nos del papa Pío XII.
El Partido Comunista de China se impuso en la guerra civil, ocupó Hangzhou el 3 de mayo de 1949 y proclamó la República Popular China el 1 de octubre de 1949. El 4 de septiembre de 1951 China comunista expulsó al nuncio apostólico Antonio Riberi y la Santa Sede continuó reconociendo a la República de China en Taiwán como el legítimo gobierno chino. Todos los misioneros extranjeros fueron expulsados de China comunista en 1952, entre ellos el arzobispo Jean-Joseph-Georges Deymier.
La Asociación Patriótica Católica China fue creada con el apoyo de la Oficina de Asuntos Religiosos de la República Popular de China en 1957, con el objetivo de controlar las actividades de los católicos en China. Su nombre público es Iglesia católica china y es referida como la "Iglesia oficial" en contraposición a la "Iglesia subterránea" o "Iglesia clandestina" leal a la Santa Sede.
En 1960 la Asociación Patriótica Católica China seleccionó a Matthias Wu Guo-huan sin permiso de la Santa Sede y lo denominó obispo de la diócesis de Hangzhou, rebajando la arquidiócesis a diócesis.
En el período de 1966 a 1976 la Revolución Cultural se ensañó especialmente contra la religión, destruyéndose numerosas iglesias y cesaron todas las actividades religiosas en la arquidiócesis. A principios de la década de 1980 la arquidiócesis reanudó sus operaciones.
En 1988 la Asociación Patriótica Católica China seleccionó a John Zhu Feng-qing como obispo de la diócesis de Hangzhou.
La ordenación de Matthew Cao Xiangde el 6 de enero de 2000 sin autorización ni legitimación de la Santa Sede provocó una nota de protesta de Roma. El 8 de junio de 2008 fue indultado y reconocido por el papa Juan Pablo II, pero no le fue concedida la jurisdicción del arzobispo.
El 28 de mayo de 2018 el gobierno local subastó por la fuerza un terreno de unos 800 metros cuadrados junto a la catedral que originalmente pertenecía a la arquidiócesis para uso comercial. Cientos de creyentes se enfrentaron con funcionarios del gobierno en el lugar. 　
El 22 de septiembre de 2018 se firmó en Pekín el Acuerdo provisional entre la Santa Sede y la República Popular de China sobre el nombramiento de los obispos. El 22 de octubre de 2020 el acuerdo fue prorrogado por otros dos años y en octubre de 2022 por otros dos años más.
Debido a la situación particular de la Iglesia católica en China, la Santa Sede no nombra obispos para las diócesis chinas, que son sedes oficialmente vacantes incluso en presencia de obispos reconocidos por Roma.

## Estadísticas
Según el Anuario Pontificio 2002 la arquidiócesis tenía a fines de 1950 un total de 27 003 fieles bautizados.
| Año                                                                             | Población            | Población | Población      | Sacerdotes | Sacerdotes    | Sacerdotes    | Bautizados por sacerdote | Diáconos permanentes | Religiosos | Religiosos | Parroquias |
| Año                                                                             | Bautizados católicos | Total     | % de católicos | Total      | Clero secular | Clero regular | Bautizados por sacerdote | Diáconos permanentes | Varones    | Mujeres    | Parroquias |
| ------------------------------------------------------------------------------- | -------------------- | --------- | -------------- | ---------- | ------------- | ------------- | ------------------------ | -------------------- | ---------- | ---------- | ---------- |
| 1950                                                                            | 27 003               | 6 467 246 | 0.4            | 62         | 30            | 32            | 435                      |                      |            | 120        | 32         |
| Fuente: Catholic-Hierarchy, que a su vez toma los datos del Anuario Pontificio. |                      |           |                |            |               |               |                          |                      |            |            |            |

## Episcopologio
- Paul-Albert Faveau, C.M. † (10 de mayo de 1910-18 de febrero de 1937 renunció)
- Jean-Joseph-Georges Deymier, C.M. † (18 de febrero de 1937-2 de abril de 1956 falleció)
  - Sede vacante
  - Matthias Wu Guo-huan † (27 abril de 1960 consagrado-1987 renunció)
  - John Zhu Feng-qing † (27 de noviembre de 1988 consagrado-12 de diciembre de 1997 falleció)
  - Matthew Cao Xiang-de † (25 de junio de 2000 consagrado-9 de julio de 2021 falleció)
- Joseph Yang Yong-qiang, desde el 12 de junio de 2024